# Jeff Wincott
Jeff Wincott (Toronto, 8 de maio de 1957) é um ator, atleta e artista marcial canadense.

## Carreira
Seu pai era um imigrante inglês de Blackpool que trabalhava como construtor e vendedor e sua mãe era uma imigrante italiana de Milão, ambos viveram na Inglaterra e depois se mudou para o Canadá em 1952.
Jeff também é o irmão mais velho do ator Michael Wincott.
Vida e educação Jeff Wincott foi inteiramente em Scarborough, mas seu treinamento marcial começou aos 16 anos em Toronto com o Taekwondo.
Desde a infância ele gostava de esportes e esse foi o assunto em que mais se destacou na escola.
Ele, então, ganhou uma bolsa para a Universidade de Waterloo para sua grande performance na natação. Mais tarde, ele era um estudante na Universidade Ryerson, em Toronto e arte mais tarde estudou na Juilliard School, em Nova York. Enquanto isso, Jeff continuou treinando Taekwondo e praticar esportes, conseguindo títulos e medalhas na natação e wrestling. Ele disse que se aventurou a atuar por sugestão de um de seus treinadores. Assim, Jeff começou a estudar na renomada escola Ryerson of Art, onde ele encontrou sua vocação como ator.
Em sua carreira de faixa preta de Taekwondo, alcançou e passou a ganhar o Campeonato Aberto dos Estados Unidos e depois foi campeão do Aberto de Taekwondo da Liga Americana.
Durante a sua estada na Escola Juilliard Jeff começou a participar em pequenos papéis na televisão e comerciais.
Jeff foi para muitas audições em busca de papéis, mais foi rejeitado várias vezes, mas não abandonou seus objetivos dentro do mundo do cinema. Então, ele decidiu tentar a sorte em Nova York, inicialmente conseguiu pequenos papéis e performances na TV e anúncios publicitários.
Seu primeiro grande trabalho foi em 1980 no filme A Morte Convida para Dançar (Prom Night) onde os protagonistas eram Leslie Nielsen e Jamie Lee Curtis. A Morte Convida para Dançar (Prom Night) foi um filme de baixo orçamento, mas e muito popular entre os fãs de filmes de terror.
Em 1980 também trabalhou na série de TV canadense, Home Fires onde era o protagonista.
Em 1986, trabalhou em O Rapaz de Azul (The Boy in Blue), estrelado por Nicolas Cage em um verdadeiro papel nos primórdios da sua carreira de ator.
Em 1989, Wincott atuou em um episódio de Matlock intitulado The Hunting Party.
Seu primeiro filme como ator foi em 1990 onde Wincott co-estrelou ao lado de Cynthia Rothrock o filme de ação Leis Marciais (Martial Law). 
Devido ao sucesso do filme Leis Marciais (Martial Law) em 1991, a segunda parte Leis Marciais 2 (Martial Law 2: Undercover) com os mesmos personagens e mais cenas de ação foram filmadas.
No mesmo ano, ele estrelou no filme Aposta Mortal (Deadly Bet) onde ele desempenhou um kickboxer alcoólatra e jogador que luta contra seus vícios e tenta recuperar sua família.
Em 1992, Jeff Wincott atuou no filme Missão de Justiça (Mission of Justice) com Tony Burton e Brigitte Nielsen onde Wincott interpreta um policial que deve vingar a morte de seu amigo quando ele é assassinado.
Em 1993 no filme de ação Reencontro Mortal (Martial Outlaw), Wincott trabalhou com Gary Hudson, onde ela interpreta uma agente da policia que trabalha no caso de um perigoso traficante russo.
No mesmo ano, estrelou o filme de ação Debaixo de Tiro (Open Fire).
Atuou em 1996 e foi co-produtor do filme de sucesso O Último Detetive (Last Man Standing), onde ele interpreta um policial que, após a morte de seu parceiro, torna-se envolvido em uma teia de corrupção que o leva a acreditar em ninguém mais ao seu redor.
Em 1997, Wincott atuou em um papel de apoio em Liberdade Para Matar (Profile For Murder) com Lance Henriksen em um thriller que gira em torno de um assassino de várias mulheres em casas noturnas. 
Em 1998, Jeff Wincott estrelou o telefilme Soldado Universal 2 (Universal Soldier II: Brothers in Arms) este filme foi feito para a TV.
Em 1999, também trabalhou o telefilme Soldado Universal 3 (Universal Soldier III: Unfinished Business), devido ao sucesso da segunda parte também na TV.
Em 2003, Wincott participou do filme S.W.A.T. - Comando Especial (S.W.A.T.) estrelado por Samuel L. Jackson, Collin Farell, etc.
Em 2007, ele também participou do filme Invasores (The Invasion) , estrelado por Nicole Kidman e Daniel Craig.
A carreira de ator de Jeff Wincott foi desenvolvido principalmente nos anos 80 e anos 90, ele atuou em vários filmes de ação e artes marciais especialmente em cenários de rua, como um polícia ou vigilante. Jeff Wincott é um rosto muito familiar para os fãs de cinema de ação e artes marciais em seu auge trabalhou com os melhores do gênero, bem como atuou em: comédia, drama, suspense, fantasia e terror.

## Filmografia parcial
- 2010 - Incontrolável (Unstoppable)
- 2008 - Lake City
- 2007 - Invasores (The Invasion)
- 2003 - S.W.A.T. - Comando Especial (S.W.A.T.)
- 2002 - Fora da Lei (Outside the Law)
- 2001 - Viagem ao Inferno (Pressure Point)
- 1997 - Um Casamento e Um Funeral (The Undertaker's Wedding)
- 1996 - O Último Detetive (Last Man Standing)
- 1996 - Liberdade Para Matar (Profile For Murder)
- 1995 - O Vingador Anônimo (Jungle Law)
- 1995 - Morte ao Vivo (No Exit)
- 1995 - Em Nome da Vingança (Street Law)
- 1994 - Debaixo de Tiro (Open Fire)
- 1993 - Reencontro Mortal (Martial Outlaw)
- 1992 - Missão de Justiça (Mission of Justice)
- 1992 - Aposta Mortal (Deadly Bet)
- 1992 - Leis Marciais 2 (Martial Law 2: Undercover)
- 1991 - Leis Marciais (Martial Law)
- 1986 - O Rapaz de Azul (The Boy in Blue)
- 1980 - A Morte Convida Para Dançar (Prom Night)

## Série de TV
- 2008 - 2013 - Sons of Anarchy 3 episódios - como Jimmy Cacuzza
- 2001 - 24 Horas (24)
- 1999 - Soldado Universal 3 (Universal Soldier III: Unfinished Business)  (Feito para TV)
- 1999 - Soldado Universal 2 (Universal Soldier II: Brothers in Arms) (Feito para TV)